# Minićevo
Minićevo (izvirno srbsko Минићево) je naselje v Srbiji, ki upravno spada pod Občino Knjaževac; slednja pa je del Zaječarskega upravnega okraja.

## Demografija
V naselju živi 674 polnoletnih prebivalcev, pri čemer je njihova povprečna starost 44,3 let (41,8 pri moških in 46,5 pri ženskah). Naselje ima 271 gospodinjstev, pri čemer je povprečno število članov na gospodinjstvo 3,05.
To naselje je, glede na rezultate popisa iz leta 2002, večinoma srbsko.
|  |

| Demografija | Demografija     | Demografija     |
| Leto        | Št. prebivalcev | Št. prebivalcev |
| ----------- | --------------- | --------------- |
|             |                 |                 |
|             |                 |                 |
|             |                 |                 |
|             |                 |                 |
| 1948        | 468             |                 |
| 1953        | 486             |                 |
| 1961        | 838             |                 |
| 1971        | 914             |                 |
| 1981        | 1138            |                 |
| 1991        | 1026            | 977             |
| 2002        | 878             | 828             |
|             |                 |                 |

| Etnična sestava po popisu iz leta 2002 | Etnična sestava po popisu iz leta 2002 | Etnična sestava po popisu iz leta 2002 | Etnična sestava po popisu iz leta 2002 | Etnična sestava po popisu iz leta 2002 |
| -------------------------------------- | -------------------------------------- | -------------------------------------- | -------------------------------------- | -------------------------------------- |
| Srbi                                   | Srbi                                   |                                        | 731                                    | 88,28%                                 |
| Romi                                   | Romi                                   |                                        | 81                                     | 9,78%                                  |
| Črnogorci                              | Črnogorci                              |                                        | 2                                      | 0,24%                                  |
| Ukrajinci                              | Ukrajinci                              |                                        | 1                                      | 0,12%                                  |
| Rusi                                   | Rusi                                   |                                        | 1                                      | 0,12%                                  |
| Makedonci                              | Makedonci                              |                                        | 1                                      | 0,12%                                  |
| Bolgari                                | Bolgari                                |                                        | 1                                      | 0,12%                                  |
| Neznano                                | Neznano                                |                                        | 5                                      | 0,60%                                  |